# The Moonstone (film fra 1915)
The Moonstone er en amerikansk stumfilm fra 1915 af Frank Hall Crane.

## Medvirkende
- Eugene O'Brien som Franklin Blake.
- Elaine Hammerstein som Rachel Verinder.
- Ruth Findlay som Rosanna Spearman.
- William Roselle som Godfrey White.
- Edmund Mortimer som John Herncastle.